# Tomás Svoboda
Tomás Svoboda (Parijs, 6 december 1939 – Portland (Oregon), 17 november 2022) was een Tsjechisch-Amerikaans componist, muziekpedagoog en dirigent. Zijn beide ouders waren Tsjechen.

## Biografie
Svoboda was tijdens de Tweede Wereldoorlog in Boston, Massachusetts en begon hier zijn muzikale opleiding. Op driejarige leeftijd kreeg hij de eerste pianolessen. Op negenjarige leeftijd schreef hij zijn eerste compositie. Na de oorlog kwam de familie in 1946 naar Praag terug en vanaf 1954 was Svoboda een van de jongste studenten aan het Státní konservatori hudby v Praze in Praag.
Hoewel hij in de eerste jaren het vak compositie aan het conservatorium nog niet kon volgen, schreef hij op zestienjarige leeftijd zijn Symfonie nr. 1 (De natuur), die in 1957 groot succes oogstte bij de première door het FOK Prague Symphonic Orchestra onder leiding van Václav Smetáček. 
Nadat hij in 1962 was afgestudeerd aan de Praags conservatorium met diploma's voor slagwerk, compositie en orkestdirectie, ging hij naar de Akademie múzických umení v Praze (AMU) in Praag. In 1964 emigreerde hij met zijn ouders naar de Verenigde Staten. Aan de University of Southern California studeerde hij vanaf 1966 verder. Al spoedig kreeg hij individuele studies bij Ingolf Dahl en bij het hoofd van de compositie afdeling Halsey Stevens een leerling van Béla Bartók. In 1969 behaalde hij zijn Master of Music.
In hetzelfde jaar werd hij docent compositie en muziektheorie aan de Staatsuniversiteit van Portland in Portland. In deze functie bleef hij 29 jaar, totdat hij met pensioen ging in 1998. 
Als componist schreef hij in vele genres. Voor zijn composities kreeg hij verschillende prijzen en onderscheidingen. 

## Composities

### Werken voor orkest

#### Symfonieën
- 1955-1956 Symfonie No. 1 "of Nature", op. 20
- 1963-1964 Symfonie No. 2, op. 41
- 1965 Symfonie No. 3, voor orgel en orkest, op. 43
- 1975 Symfonie No. 4 "Apocalyptic", op. 69
- 1978 Symfonie No. 5 "In Unison", op. 92
- 1991 Symfonie No. 6, voor klarinet en orkest, op. 137

#### Soloconcerten
- 1961 Concertino, voor harp en kamerorkest, op. 34
- 1974 Concerto No. 1, voor piano en orkest, op. 71
- 1975 Concerto, voor viool en orkest, op. 77
- 1989 Concerto No. 2, voor piano en orkest, op. 134
- 1995 Concerto, voor marimba en orkest, op. 148

#### Andere orkestwerken
- 1949/1993 Chorale from 15th Century, voor althobo en strijkers, op. 52f
- 1955 Scherzo, voor twee euphonia's en orkest, op. 8
- 1957-1958 In a Linden's Shadow, symfonisch gedicht voor groot orkest, op. 25
- 1959 Dramatic Overture, voor orkest, op. 26
- 1961 Six Variations, voor viool en strijkorkest, op. 32
- 1962 Baroque Suite, voor fagot, klavecimbel en strijkorkest, op. 39
- 1962 Folk Dance, voor strijkkwartet en strijkorkest, op. 37a
- 1963 Etude, voor kamerorkest, op. 40
- 1966 Three pieces, voor orkest, op. 45
- 1968 Reflections, voor orkest, op. 53
- 1972 Sinfonietta (a la Renaissance), voor orkest, op. 60
- 1974 Prelude and Fugue, voor strijkorkest, op. 67
- 1978 Overture of the season, voor orkest, op. 89
- 1980-1981 Nocturne (Cosmic Sunset), voor orkest, op.100
- 1981-1982 Festive Overture, voor orkest, op. 103
- 1983 Ex libris, voor orkest, op. 113
- 1984 Serenade, voor orkest, op. 115
- 1986 Concerto (Returns), voor sopraan en kamerorkest, op. 125
- 1987 Dance Suite, voor orkest, op. 128
- 1992 Swing Dance, voor orkest, op. 135a
- 1992 Oriental Echoes, voor strijkeorkest, op. 140
- 1993 Meditation, voor hobo en strijkers, op. 143
- 2002 Spring Overture, voor orkest, op. 172

### Werken voor harmonieorkest
- 1966 Concertino, voor hobo, groot koper-ensemble en pauken, op. 46
- 1975 Processional March, voor hobo, groot koper-ensemble en slagwerk, op. 75
- 1975 Lamentation, voor piccolo-trompet en harmonieorkest, op. 76
- 1982 Fanfare, voor koper-ensemble, op. 52d
- 1982 Pastorale and Dance, voor harmonieorkest, op. 106

### Cantates
- 1973 Child's dream, cantate voor kinderkoor en orkest, op. 66
- 1976 Celebration of Life, cantate op gedichten van de Azteken, voor sopraan en tenor solisten, gemengd koor, xylofoon, marimba, buisklokken, 4 trompetten in C, 4 pauken, 4 slagwerkers en geluidsband, op. 80
- 1987 Journey, cantate voor mezzosopraan, bariton, gemengd koor en orkest, op. 127

### Werken voor koren
- 1956 rev.1991 Czernogorsk Fugue, voor gemengd koor (SSATTBB), op. 14
- 1973 Separate Solitude, voor groot gemengd koor (SSAATTBB/SSAATTBBB) en 2 klarinetten, op. 64
- 1984 Chorale without words, voor gemengd koor en piano, op. 91a
- 1987 Veritas Veritatum, voor mannenkoor, op. 129a
- 1987 Festival, voor mannenkoor, op. 129b

### Vocale muziek
- 1961 Suite, voor mezzosopraan en orkest, op. 30
- 1967 44th Sonnet of Michelangelo, voor alt solo en 11 instrumenten (fluit, hobo, klarinet, basklarinet, hoorn, trompet, piano, 2 violen, altviool en cello), op. 51
- 1996 Aria, voor sopraan en 4 instrumenten (hobo, klarinet, marimba en harp), op. 153

### Kamermuziek
- 1954-1986 Prelude and Fugue, voor strijkkwartet, op. 5
- 1956 Divertimento, voor piano en pauken, op. 16
- 1956 Evening Negro Songs and Dances, voor piano en slagwerk (Conga, trommen, gong en temple-blocks), op. 18
- 1960 Classical Sonatine, voor hobo en piano, op. 28
- 1960 Strijkkwartet Nr. 1, op. 29
- 1961 Ballade, voor fagot en piano, op. 35
- 1961 Sonata, voor altviool en piano, op. 36
- 1962 Baroque Quintet, voor fluit, hobo, klarinet, cello en piano coperto, op. 37
- 1967 Divertimento, voor zeven instrumenten (fluit, hobo, klarinet, 2 violen, altviool en kleine trom), op. 48
- 1967 Two Epitaphs, voor strijkkwartet, op. 47
- 1971 Parabola, voor klarinet, viool, altviool, cello en piano, op. 58
- 1972 Prologue, voor klarinet, klavecimbel en slagwerk, op. 61
- 1975 Discernment of time, voor gong solo, op. 74
- 1976 Cadenza & Scherzo, voor cello en piano, op. 79
- 1977 Suite, voor piano en 5 slagwerkers, op. 83
- 1977 Folk Concertino, voor zeven instrumenten (piccolo, hobo, klarinet, 2 violen, altviool en contrabas), op. 82
- 1979 Concerto, voor hoorn en geluidsband, op. 93
- 1979 March of the puppets, voor gitaar, xylofoon en 4-temple blocks, op. 95
- 1982 Baroque Trio, voor vibrafoon, elektrisch gitaar en piano, op.109
- 1983 Koperkwintet, op. 112
- 1983-1997 Concerto, voor blazerskwintet, op. 111
- 1985 Koraal in Es groot - homage to Aaron Copland, voor piano kwintet (klarinet, viool, cello, contrabas en piano), Op. 118
- 1985 Phantasy, voor viool, cello en piano, op. 120
- 1987 Intrada, voor koperkwintet, op. 127a
- 1988 Legacy, voor koper-septet (2 trompetten, 2 hoorns, 2 trombones en tuba), op. 133
- 1991 Military Movements, voor gitaar en klavecimbel, op. 138
- 1993 Kwartet voor vier hoorns, op. 145
- 1995 Forest Rhythms, voor fluit, altviool en xylofoon, op. 150
- 1996 Strijkkwartet Nr. 2, op. 151
- 1997 Farewell Matinee, voor koperkwintet, op. 160
- 1999 Partita in D, voor viola da gamba en klavecimbel, op. 161
- 1999 Concealed Shapes, voor twee piano's, xylofoon en marimba, op. 163
- 1999 Dreams of a dancer, voor fluit, klarinet en piano, op. 164
- Double octet, voor 8 fluiten en 8 cello's, op. 59a

### Werken voor orgel
- 1949/1978 Chorale from 15th Century, voor orgel, op. 52c
- 1949/1996 Offertories (Vol. I), Op. 52a
- 1973 Phantasy and Fugue, op. 62
- 1979 Wedding March, op. 94
- 1996 Nocturne, voor orgel vierhandig, op. 155
- 1997 Duo concerto, voor trompet en orgel, op. 152

### Werken voor piano
- 1949 A Bird voor piano, op.1
- 1954 Prelude in g-klein, op. 3a
- 1955 Fugue in c-klein op een thema van Johann Sebastian Bach, op. 9
- 1956 Fugue in d-klein op het Bulgaare volkslied, op. 17
- 1964-1965 Bagatelles "In a Forest", op. 42
- 1977 Children's Treasure Box - Vol. 1, op. 81
- 1978 Children's Treasure Box - Vol. 2, op. 86
- 1978 Children's Treasure Box - Vol. 3, op. 90
- 1978 Children's Treasure Box - Vol. 4, op. 91
- 1985 Suite, voor piano vierhandig, op. 124
- 1994 Eulogy, op. 146
- 1998 Benedictus, op. 162
- 1999 Four Visions, voor drie piano's, op.158
- 1999 Farewell to Prague, op.165
- Passacaglia, voor piano vierhandig, op. 56a

### Werken voor klavecimbel
- 1982 Suite, op. 105

### Werken voor gitaar
- 1981 Suite, vor gitaar, op. 102
- 1982 Concerto e gioco, voor twee gitaren, op. 108
- 1996 Seven Neo-Renaissance Cannons, voor twee gitaren, op. 156

### Werken voor slagwerk
- 1974 Recessional March, voor slagwerk (1e speler: 3 pauken, grote trom, gong, suspended cymbal; 2e speler: 4 tom-toms, suspended cymbal), op. 59
- 1978-1979 Spithra, voor 3 slagwerkers (1 xylofoon), op. 96
- 1981 Morning prayer, voor vier slagwerkers (xylofoon, vibrafoon, buisklokken, orkestklokken), op. 101
- 1991 Wedding Dance, voor marimba, op. 138a
- 1993 Duo, voor xylofoon en marimba, op. 141

### Werken voor traditionele Japanse instrumenten
- 1974-1975 Five Essays, voor Shaku-hachi en drie koto's, op. 70
- 1982-1983 Autumn, voor koto, op. 110
- 1987 Sactuary, voor vijf Japanse instrumenten (Shaku-hachi, 2 Kotos, Semishan (Sangen), Bas-Koto), op. 130